# 잠보앙가 국제공항
잠보앙가 국제공항(영어: Zamboanga International Airport)은 필리핀 민다나오섬 잠보앙가에 있는 국제공항으로 에어로 마제스틱 항공과 에어필 익스프레스의 허브 공항에 속한다.

## 운항 노선

### 국내선
| 항공사            | 목적지                               |
| ----------------- | ------------------------------------ |
| 에어아시아 필리핀 | 클라크                               |
| PAL 익스프레스    | 세부, 다바오, 마닐라, 졸로, 타위타위 |
| 세부 퍼시픽       | 세부, 다바오, 마닐라, 타위타위       |
| 필리핀 항공       | 마닐라                               |

### 화물 노선
| 투고우 항공 | 퍼시픽 이스트 아시아 화물항공 |

## 같이 보기
- 프란시스코 방고이 국제공항